# Pepetela
Pepetela, pseudoniem van Artur Carlos Maurício Pestana dos Santos (Benguela, 19 oktober 1941), is een Angolees schrijver, politicus, hoogleraar en guerrillastrijder van Portugese komaf. De naam Pepetela betekent wimper in de taal Umbundu en is afgeleid van de betekenis van zijn achternaam Pestana in het Portugees.

## Levensloop
Pestana studeerde af in techniek aan de universiteit van Lissabon en vertrok na ontvangst van een studiebeurs voor een studie sociologie naar de universiteit van Algiers. In Algiers richtte hij samen met Henrique Abranches het Centro de Estudos Angolanos (Centrum voor Angola-Studies) op.
Hij was een voorvechter van de onafhankelijkheid van Angola en sloot zich in 1969 aan bij de guerrillastrijders in de provincie Cabinda.
Na de onafhankelijkheid was hij onderminister voor onderwijs en daarna, vanaf 1982, was hij hoogleraar sociologie aan de faculteit voor architectuur en kunst van de Universiteit Agostinho Neto.
Als Pepetela schreef hij tientallen romans.

## Erkenning
Pestana werd meermaals onderscheiden, waaronder in 1997 met de Braziliaans-Portugese literatuurprijs Prémio Camões. In 1999 werd hem de Nederlandse Prins Claus Prijs toegekend en in 2002 werd hij onderscheiden in de Orde van Verdienste van Rio Branco.